# IBM 7090

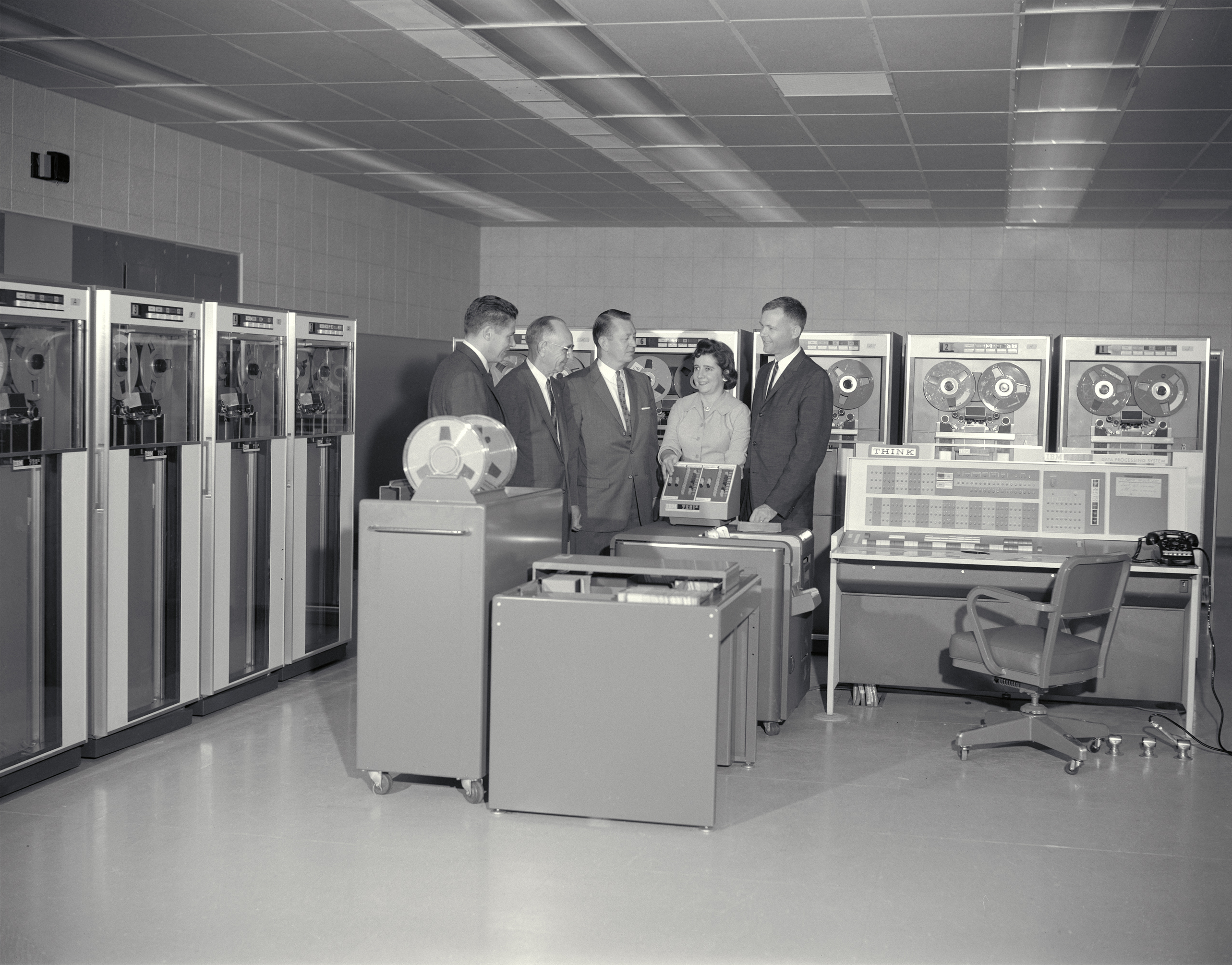
IBM 7090

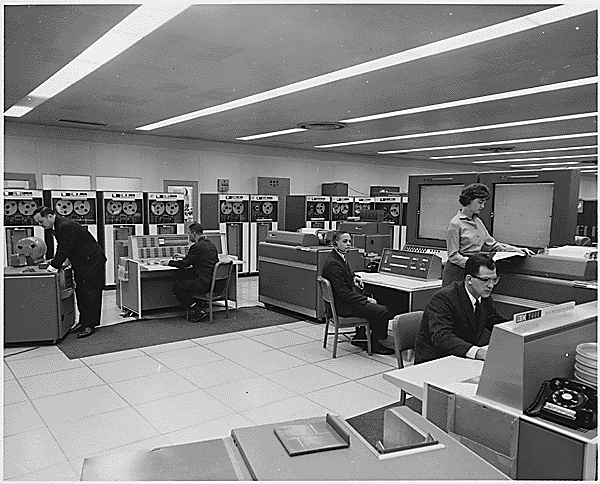
7090 в NASA

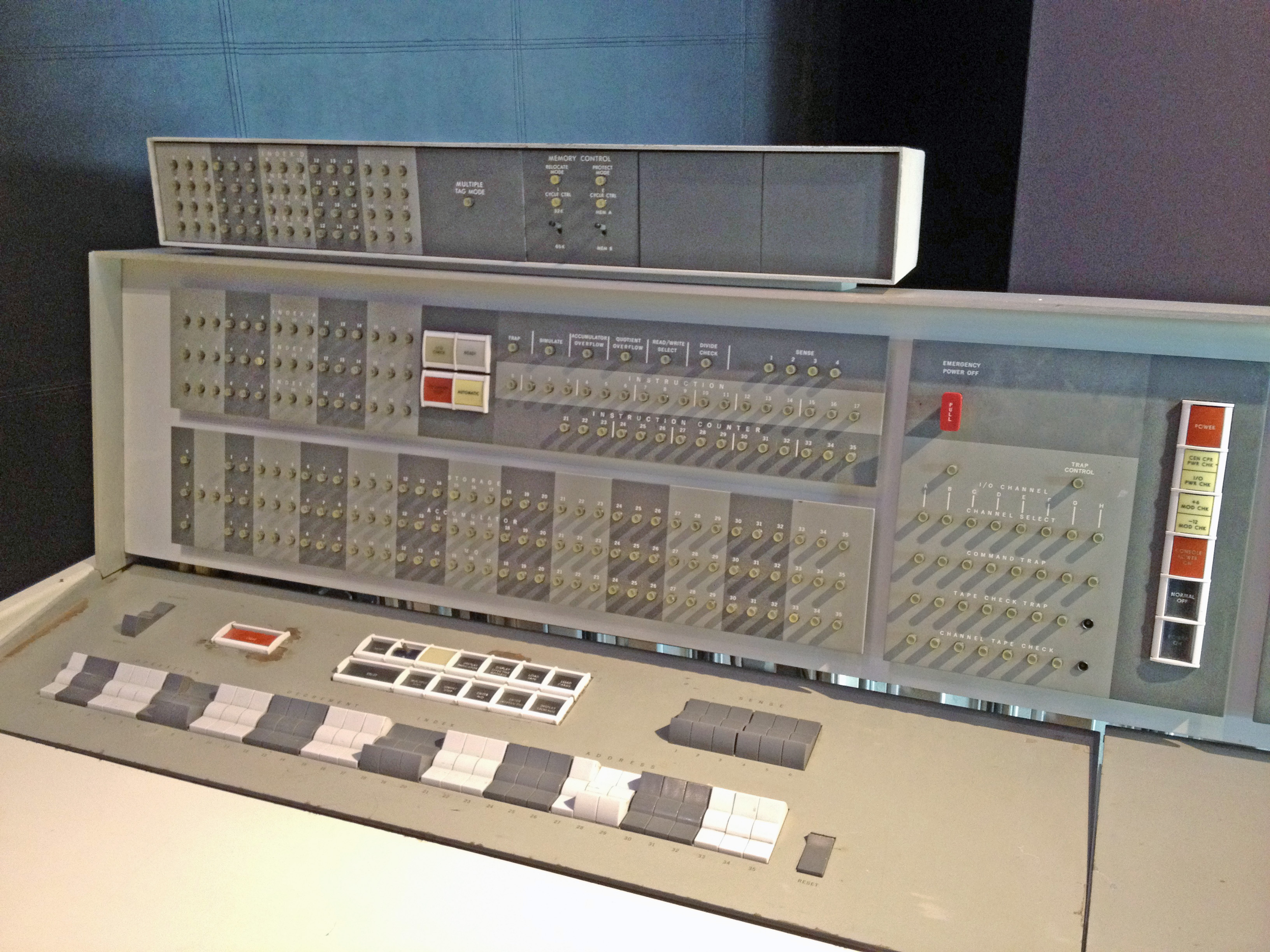
Консоль оператора IBM 7094

IBM 7090 — транзисторна версія комп'ютера IBM 709. Першу машину IBM 7090 було зібрано в листопаді 1959 року. Модифікована версія IBM 7094 випущена у вересні 1962 року.
IBM 7090 використовував 36-бітні слова та мав адресний простір 32K (32,768) слів. Цикл роботи з пам'яттю становив 2,18 мікросекунд.
У багатьох відносинах 7090 був аналогічний 709, але замість електровакуумних ламп мав 50000 транзисторів. Використання транзисторів дозволило підвищити швидкість та надійність IBM 7090.
IBM 7090, а потім і його оновлена модель 7094, являли собою класичні, потужні і великі мейнфрейми, які коштували дорого. У 1960 році ціна системи була 2,9 мільйони доларів. Оренда IBM 7090 в типовій конфігурації коштувала близько $63 500 в місяць без врахування ціни за електрику.
Незважаючи на вартість, висока швидкість цього мейнфрейма робила його дуже привабливим. 7090 працював в 5-6 разів швидше, ніж 709, і міг виконувати 229 000 додавань/віднімань, 39 500 множень або 32 700 ділень в секунду. 7094 виконував 250 000 операцій додавання/віднімання, 100 000 множень і 62 500 ділень в секунду.
Окрім транзисторів в IBM 7090/7094 були впроваджені і інші новітні технології, в тому числі пам'ять на магнітних осердях.

## Програмне забезпечення
IBM 7090 та 7094 машин були дуже успішними для свого часу і мали широкий спектр програмного забезпечення та активну спільноту користувачів-програмістів в організаціях-експлуатантах, SHARE,
Операційна система IBSYS включала велику кількість підсистем і мов програмування, у тому числі FORTRAN, COBOL, утиліти сортування та об'єднання (Sort/Merge), асемблер MAP тощо.
Монітор системи програмування Fortran (FMS, the Fortran Monitor System) був більш легким, але ефективно оптимізованим для пакетної обробки. Асемблерні розширення Fortran — FAP (Fortran Assembler Program) були дещо менш повні, ніж FMS, але мали відмінні можливості для тієї епохи.